# قبایل اروپا
قبایل اروپا (به انگلیسی: Tribes of Europa) مجموعه تلویزیونی علمی-تخیلی آلمانی است که توسط فیلیپ کخ ساخته شده و نخستین بار در ۱۹ فوریه ۲۰۲۱ در نتفلیکس پخش شد.

## بازیگران
- هنریته کونفوریوس
- امیلیو ساکرایا [de]
- دیوید علی راشد [de]
- ملیکا فروتن
- اولیور مازوچی
- رابرت فینستر
- بنیامین زادلر
- آنا اولارو
- ژانت هاین
- مایکل ارپلدینگ
- جیمز فوکنر
- جان مایرز
- کلاوس تانگه
- سباستین بلومبرگ
- یانیک شومان
- آلن بلاژویچ
- هوجی فورتونا

## خلاصه داستان
داستان در سال ۲۰۷۴، ۴۳ سال پس از یک شکست اسرارآمیز تکنولوژیکی جهانی می‌گذرد. رویدادی که حاصل آن هرج و مرج و فروپاشی حکومت‌ها و شکل‌گیری کشورک‌های قبیله‌ای متخاصم شده است. در قاره اروپا صدها قبیله وجود دارد، اما داستان بر سه قبیله متمرکز است: اوریجین‌ها (Origines) یک قبیله جنگلی کوچک و صلح‌طلب، کراوها (Crows) یک جامعه جنگجوی تهاجمی و کرمزن‌ها (Crimsons) یک جامعه نظامی که هدف آن اتحاد مجدد اروپا از طریق مذاکره است.>
در این میان، سه خواهر و برادر اوریجین (زن و مردی جوان و برادر نوجوان‌شان) درگیر مسئله‌ای می‌شوند که زندگی آرام‌شان را به هم می‌زند. خلبانی از آتلانتیس با یک هواپیمای پیشرفته در قلمروشان سقوط می‌کند. آن‌ها پس از نجات خلبان مجروح، مکعبی مرموز با تکنولوژی پیشرفته را از لاشه هواپیما کشف می‌کنند.
کراوها برای تصاحب این تکنولوژی به دهکده اوریجین‌ها حمله می‌کنند و اکثر ساکنان آنجا را به قتل می‌رسانند. کیانو، برادر بزرگ‌تر را به اردوگاه کار اجباری کراوها (کلاغ‌ها) اعزام می‌کنند. لیو، خواهر آن‌ها در جریان حمله، بیهوش شده و زمانی که مهاجمین در جستجوی مکعب هستند، به هوش می‌آید. پس از آنکه او با کمان یک جنگجوی زن کراو را هدف می‌گیرد، هر دو توسط ارتش کرمزن اسیر می‌شوند. از سویی دیگر، الجا، برادر کوچکتر موفق می‌شود همراه با مکعب بگریزد. اما او توسط سران دو قبیله دیگر تحت تعقیب قرار می‌گیرد.